# Keld Heick
Keld Heick, född 24 februari 1946, är en dansk textförfattare, sångare och kompositör.
Han slog igenom redan 1966 då han grundade bandet The Donkeys. Sedan 1976 har han komponerat texten till ett flertal danska bidrag till Eurovision Song Contest, bland annat 1989 och 1990. Han var Danmarks representant i juryn i Inför Eurovision Song Contest 2005. 
Han är gift med Hilda Heick och är far till Annette Heick som båda är framgångsrika artister i Danmark.

## Övrigt.
1975 spelade Keld & The Donkeys in en dansk version av låten "Tretton År" som ursprungligen skrevs av Errol Norstedt, mer känd som Eddie Meduza. Texten översattes till danska av Keld Heick